# Дальневосточная генерирующая компания

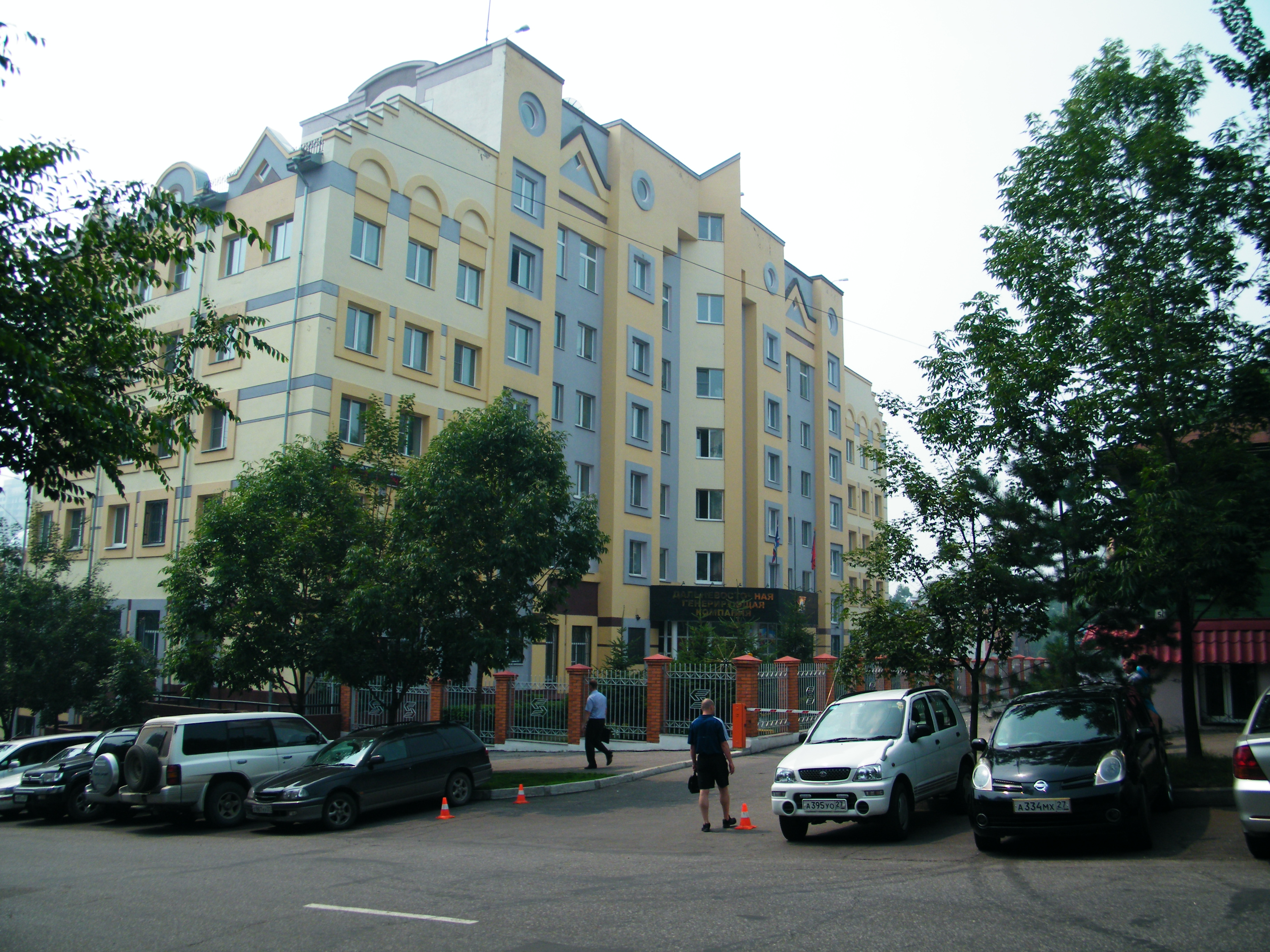
Здание Дальневосточной генерирующей компании в Хабаровске

АО «Дальневосточная генерирующая компания» (АО «ДГК») — российская генерирующая энергетическая компания, действующая в Амурской области, Еврейской автономной области, Хабаровском крае, Приморском крае и южной части Якутии. Штаб-квартира — в городе Хабаровске. Входит в группу «РусГидро». 

## Собственники и руководство
100 % акций компании принадлежит ПАО «РусГидро», 87,9 % напрямую и 12,1 % через подконтрольное АО «РАО ЭС Востока». Генеральный директор — Ильковский Константин Константинович.

## Деятельность
Дальневосточная генерирующая компания обеспечивает производство электроэнергии в регионах, входящих в Единую энергосистему Востока, а также обеспечивает теплоснабжение (как в части производства, так и сбыта тепла). В Хабаровском крае является доминирующей энергокомпанией. В состав АО «ДГК» входят 15 электростанций (все являются теплоэлектроцентралями, т.е. помимо электроэнергии также вырабатывают тепло) и 12 котельных, общей установленной электрической мощностью 4089,3 МВт и тепловой мощностью 11 714 Гкал/ч. Также эксплуатируется 1735,7 км тепловых сетей.
Генерирующие объекты компании:.

Якутия:
- Нерюнгринская ГРЭС — 570 МВт, 820 Гкал/ч
- Чульманская ТЭЦ — 24 МВт, 110 Гкал/ч
- Нерюнгринская котельная — 100 Гкал/ч

Амурская область:
- Благовещенская ТЭЦ — 404 МВт, 1005,6 Гкал/ч
- Райчихинская ГРЭС — 83 МВт, 173,1 Гкал/ч
- Котельная «Агромех» — 19 Гкал/ч

Еврейская АО:
- Биробиджанская ТЭЦ — 338 Гкал/ч

Хабаровский край:
- Амурская ТЭЦ — 285 МВт, 1169 Гкал/ч
- Комсомольская ТЭЦ-1 — 15 МВт, 184,5 Гкал/ч
- Комсомольская ТЭЦ-2 — 197,5 МВт, 545 Гкал/ч
- Комсомольская ТЭЦ-3 — 360 МВт, 780 Гкал/ч
- Совгаванская ТЭЦ — 126 МВт, 200 Гкал/ч
- Николаевская ТЭЦ — 130,6 МВт, 321,2 Гкал/ч
- Хабаровская ТЭЦ-1 — 435 МВт, 1200,2 Гкал/ч
- Хабаровская ТЭЦ-3 — 720 МВт, 1640 Гкал/ч
- Хабаровская ТЭЦ-2 — 610 Гкал/ч
- котельная «Дзёмги» — 300 Гкал/ч
- Ургальская котельная — 0,63 МВт, 70,2 Гкал/ч
- котельная «Волочаевский городок» — 26,3 Гкал/ч
- котельная «Некрасовка» — 30,2 Гкал/ч
- Майская котельная — 15,05 Гкал/ч
- Котельная «Аэропорт» — 2,63 Гкал/ч

Приморский край:
- Артёмовская ТЭЦ — 400 МВт, 300 Гкал/ч
- Партизанская ГРЭС — 199,744 МВт, 160 Гкал/ч
- Восточная ТЭЦ — 139,46 МВт, 432 Гкал/ч
- Владивостокская ТЭЦ-1 — 350 Гкал/ч
- Котельная «Северная» — 155 Гкал/ч
- Котельная «Вторая Речка» — 400 Гкал/ч

Выработка электроэнергии станциями ДГК в 2023 году составила 20,007 млрд кВт·ч, тепловой энергии — 19,131 млн Гкал.

## Структура
В состав АО «ДГК» входят следующие филиалы:
- Нерюнгринская ГРЭС
- Амурская генерация
- Хабаровская генерация
- Хабаровская теплосетевая компания
- Приморская генерация

## История
АО «Дальневосточная генерирующая компания» было создано 19 декабря 2005 года в рамках реформы РАО «ЕЭС России». В 2006—2007 годах в собственность компании были переданы электростанции, котельные и тепловые сети ОАО «Хабаровскэнерго», ЗАО «ЛуТЭК», ОАО «Дальэнерго», ОАО «Южное Якутскэнерго» и ОАО «Амурэнерго». С 2011 года компания входит в группу РусГидро. В 2016 году было завершено строительство второй очереди Благовещенской ТЭЦ (124 МВт). В 2020 году Приморская ГРЭС и Лучегорский угольный разрез были проданы группе СУЭК. В 2018 году введена в эксплуатацию Восточная ТЭЦ, в 2020 году — ТЭЦ в г. Советская Гавань, в 2022 году — Майская котельная, после чего планируется вывод из эксплуатации устаревшей Майской ГРЭС. В 2025—2027 годах планируется ввод в эксплуатацию Хабаровской ТЭЦ-4 (замещение Хабаровской ТЭЦ-1), Артёмовской ТЭЦ-2 (замещение Артёмовской ТЭЦ), расширение Нерюнгринской ГРЭС и Партизанской ГРЭС, а также модернизация Владивостокской ТЭЦ-2 с частичной заменой генерирующего оборудования.